# Michael Hofnagel
Michael Hofnagel (* 30. März 1968 in Warburg, Nordrhein-Westfalen) ist ein deutscher Politiker (CDU). Er war von Februar 2002 bis Januar 2014 Bürgermeister der Stadt Taunusstein.

## Leben
Hofnagel wuchs als jüngster von zwei Söhnen auf dem elterlichen Bauernhof in einer Gemeinde am Rande des Teutoburger Waldes auf. Er besuchte die Realschule und wechselte nach der Mittleren Reife 1984 auf das Gymnasium Marianum in Warburg. Dort absolvierte er 1987 das Abitur. 1991 absolvierte er eine Berufsausbildung zum Versicherungskaufmann bei der R+V Versicherung und war dort von 1991 bis 1992 im Vertrieb tätig. Von 1993 bis 1995 arbeitete er bei der Allianz. Von der Fachhochschule Mainz erhielt er 1995 einen Abschluss als Diplom-Betriebswirt (FH). Hofnagel arbeitete nun von 1995 bis 2002 bei der Allgemeinen Kreditversicherung AG Mainz.
Hofnagels politische Karriere begann in der Jungen Union Taunusstein, in die er 1991 eintrat. Von 1992 bis 1996 fungierte er als deren Vorsitzender. Des Weiteren war er von 1994 bis 2001 stellvertretender Vorsitzender des Vorstandes des CDU-Stadtverbandes Taunusstein, sowie von 1995 bis 1998 stellvertretender Kreisvorsitzender der Jungen Union Rheingau-Taunus. 1997 wurde Hofnagel Stadtverordneter in Taunusstein. Am 2. September 2001 wurde er mit 60,3 % der gültigen Stimmen zum Bürgermeister der Stadt Taunusstein gewählt. Sein Amtsantritt erfolgte am 1. Februar 2002. Am 2. September 2007 erfolgte seine Wiederwahl, bei der er 58,5 % der gültigen Stimmen erhielt. Bei der Bürgermeisterwahl 2013 verzichtete er auf eine erneute Kandidatur.
Hofnagel ist verheiratet und hat zwei Kinder, einen Sohn und eine Tochter.